# 无冬之夜系列
絕冬城之夜是一套基於龍與地下城規則的電子角色扮演遊戲，並套用被遺忘的國度戰役模組。該遊戲共有1代、2代以及各代所附屬的各種資料片。由於1、2代由不同的公司主導開發，因此在介面和設定上有著相當程度的差異。
本遊戲附有網路功能和模組編輯器，玩家除單機劇情外尚可連線至區域網路，或利用模組編輯器製作單機或線上遊戲模組供自己和他人遊戲。這些線上模組通常由玩家自行架構遊戲世界並提供伺服器，形式上類似線上遊戲。目前較著名的遊戲模組有一代的星世界、海之樂章，以及二代的艾布隆等，其模組製作者多集中於奇幻遊戲社群網站，並以該網站為共同首頁。

## 作品

### 絕冬城之夜
初代《无冬之夜》由BioWare開發，Atari發行。最初計畫的發行商Interplay Entertainment因財政困難而更換。
2002年6月发行Windows版；2003年6月發行免費Linux版，需要購買副本遊玩；2003年8月發行Mac OS X移植版。
《无冬之夜》设定于《被遗忘的国度》的世界，使用《龙与地下城》第三版规则。游戏引擎围绕大型多人在线游戏（MMOG）网络模型设计，可以让最终用户充当游戏服务器，意图创立潜在的无限大型多人游戏框架。游戏以1991年到1997年AOL运营的原《无冬之夜》命名。2003年有两部资料片发行：6月的《古城阴影》和12月的《幽城魔影》，后者对游戏进行了极大的扩充。2004年，BioWare开始通过在线商店销售整合所有資料片與DLC的白金版。
台灣英寶格股份有限公司（Atari Taiwan Limited）代理發行本作的繁體中文版，但翻譯粗糙拙劣，充滿大量錯譯（當中最著名者為「踢牙老奶奶」）、誤譯與編碼轉換錯誤等改版遊戲不應出現的嚴重疏失，使本作繁體版被認為華人遊戲史上最低劣翻譯的代表。其後有民間玩家補完高品質的中文翻譯，繁體作者為企鵝，簡體作者為水月。
最後一項DLC飛龍之冠讓本作成為史上唯一一款能夠騎馬殺敵的DnD遊戲，在飛龍之冠的故事裡任何職業皆可自由騎馬，但在本篇及其他資料片裡只有聖騎士能騎馬。
1代的人氣與評價普遍高於2代。
- 主程式
  - 《絕冬城之夜（Neverwinter Nights）》講述絕冬城爆發了大瘟疫，爲了解決這場災難絕冬城主招募各地的冒險者並開設了一家學院提供訓練，但當瘟疫的配方即將問世之際，陰謀的黑影也笼罩了學院，也記錄了受人崇敬的女聖騎士艾瑞貝絲墮落魔化的過程。
- 资料片
  - 《絕冬城之夜：黯影之心（Neverwinter Nights: Shadows of Undrentide）》主角身為矮人傳奇冒險家纳甘的一名弟子，在畢業考前夕一群狗頭人的入侵使得他的命運產生剧變。
  - 《絕冬城之夜：黯影謎咒（Neverwinter Nights: Hordes of the Underdark）》在完成了黯影之心的冒險後，主角聽聞了深水城的困境受邀來到深水城，但在當晚一個鬼祟的身影出現在他的房裡。
- DLC
  - 《絕冬城之夜：拥王者（Neverwinter Nights: Kingmaker）》
  - 《絕冬城之夜：阴影守卫（Neverwinter Nights: ShadowGuard）》
  - 《絕冬城之夜：女巫觉醒（Neverwinter Nights: Witch's Wake）》
  - 《絕冬城之夜：剑湾海盗（Neverwinter Nights: Pirates of the Sword Coast）》
  - 《絕冬城之夜：无尽地城（Neverwinter Nights: Infinite Dungeons）》
  - 《絕冬城之夜：飞龙之冠（Neverwinter Nights: Wyvern Crown of Cormyr）》安裝此DLC後可騎馬，並增加新上級職業"紫龍騎士"。

### 絕冬城之夜2
《絕冬城之夜2》由黑曜石娛樂製作，于2006年10月發行。
2代程式優化非常差勁，在當年也算不上優秀的畫面卻需要遠高於建議配備的硬體才有辦法達到60FPS被玩家詬病，這也是2代評價低於1代的原因之一。
- 主程式
  - 《絕冬城之夜2（Neverwinter Nights 2）》－講述主角家鄉西港受襲，因而帶著養父保存的銀劍碎片，以及自己體內的銀劍碎片一同離開家鄉，繼續尋找其餘銀劍碎片，再重鑄吉斯銀劍打倒幽影王（腐化的伊勒法恩守護者）的故事。
- 资料片
  - 《絕冬城之夜2：背叛者的面具（Neverwinter Nights 2: Mask of the Betrayer）》－講述主角打倒幽影王後被紅法師捉走，結果銀劍被搶後更被變成噬魂者：一種不吸食靈魂就會被詛咒吞噬而死的怪物，因此主角為了解除身上詛咒而踏上另一旅程。劇情公認為官方模組中最出色的作品。
  - 《絕冬城之夜2：泽西尔风暴（Neverwinter Nights 2: Storm of Zehir）》－讲述经过第一部资料片之后，原作主角不知所终，玩家控制的是与背叛者面具同一时期另一个商人，在冒险的同时还要面对着蛇人们及他们的主神Zehir在暗地里的阴谋。
  - 《絕冬城之夜2：西門城的秘密（Neverwinter Nights 2: Mysteries of Westgate）》一個短劇情的小型DLC，剧情与前三部无关，讲述的是主角在冒险中找到了一个被诅咒的面具之后常常做噩梦，后来发现这个面具属于一个叫Night Mask的盗贼工会，由此引发各个盗贼工会及主角之间的恩恩怨怨的故事。

## 外部連結
- （英文）絕冬城之夜官方網站
- （英文）絕冬城之夜2官方網站